# Шпарнекк
Шпарнекк (нем. Sparneck) — община  в Германии, в Республике Бавария.
Подчиняется административному округу Верхняя Франкония. Входит в состав района Хоф.  Население составляет 1663 человека (на 31 декабря 2010 года). Занимает площадь 16,36 км². Местные регистрационные номера транспортных средств (коды автомобильных номеров) (нем. Kraftfahrzeugkennzeichen) — BA.
Община подразделяется на 9 сельских округов.

## Население
По оценке на 31 декабря 2015 года население общины составляет 1639 человек.
| Дата      | 1840 | 1871 | 1900 | 1925 | 1939 | 1950 | 1961 | 1970 | 1987 | 2011 |
| --------- | ---- | ---- | ---- | ---- | ---- | ---- | ---- | ---- | ---- | ---- |
| Население | 1871 | 1686 | 1454 | 1552 | 1456 | 1981 | 2164 | 2198 | 1861 | 1707 |

| Год       | 1960 | 1970 | 1980 | 1990 | 2000 | 2009 | 2010 | 2011 | 2012 | 2013 | 2014 | 2015 |
| --------- | ---- | ---- | ---- | ---- | ---- | ---- | ---- | ---- | ---- | ---- | ---- | ---- |
| Население | 2149 | 2212 | 2007 | 1872 | 1857 | 1687 | 1663 | 1683 | 1683 | 1698 | 1668 | 1639 |